# U-435 (tàu ngầm Đức)
U-435 là một tàu ngầm tấn công  Lớp Type VII thuộc phân lớp Type VIIC được Hải quân Đức Quốc Xã chế tạo trong Chiến tranh Thế giới thứ hai. Nhập biên chế năm 1941, nó đã thực hiện được tám chuyến tuần tra, đánh chìm được chín tàu buôn với tổng tải trọng 53.712 GRT cùng ba tàu chiến với tổng tải trọng 855 tấn và một tàu chiến phụ trợ tải trọng 2.456 GRT. Trong chuyến tuần tra cuối cùng, U-435 bị một máy bay ném bom B-24 Liberator của Không lực Lục quân Hoa Kỳ đánh chìm trong Đại Tây Dương về phía Đông Bồ Đào Nha vào ngày 9 tháng 7, 1943.

## Thiết kế và chế tạo

### Thiết kế

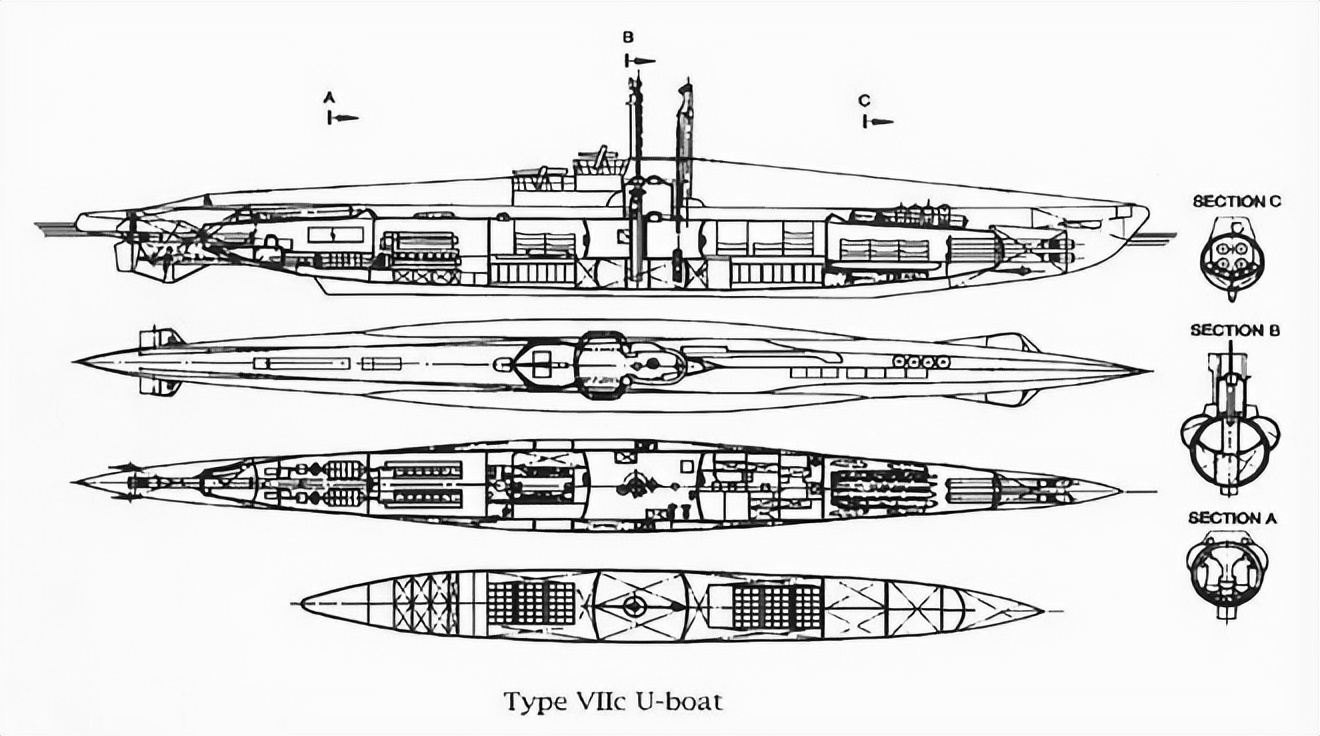
Sơ đồ các mặt cắt một tàu ngầm Type VIIC

Phân lớp VIIC của Tàu ngầm Type VII là một phiên bản VIIB được kéo dài thêm. Chúng có trọng lượng choán nước 769 t (757 tấn Anh) khi nổi và 871 t (857 tấn Anh) khi lặn). Con tàu có chiều dài chung 67,10 m (220 ft 2 in), lớp vỏ trong chịu áp lực dài 50,50 m (165 ft 8 in), mạn tàu rộng 6,20 m (20 ft 4 in), chiều cao 9,60 m (31 ft 6 in) và mớn nước 4,74 m (15 ft 7 in).
Chúng trang bị hai động cơ diesel Germaniawerft F46 siêu tăng áp 6-xy lanh 4 thì, tổng công suất 2.800–3.200 PS (2.100–2.400 kW; 2.800–3.200 bhp), dẫn động hai trục chân vịt đường kính 1,23 m (4,0 ft), cho phép đạt tốc độ tối đa 17,7 kn (32,8 km/h), và tầm hoạt động tối đa 8.500 nmi (15.700 km) khi đi tốc độ đường trường 10 kn (19 km/h). Khi đi ngầm dưới nước, chúng sử dụng hai động cơ/máy phát điện Garbe, Lahmeyer & Co. RP 137/c  tổng công suất 750 PS (550 kW; 740 shp). Tốc độ tối đa khi lặn là 7,6 kn (14,1 km/h), và tầm hoạt động 80 nmi (150 km) ở tốc độ 4 kn (7,4 km/h). Con tàu có khả năng lặn sâu đến 230 m (750 ft).
Vũ khí trang bị có năm ống phóng ngư lôi 53,3 cm (21 in), bao gồm bốn ống trước mũi và một ống phía đuôi, và mang theo tổng cộng 14 quả ngư lôi, hoặc tối đa 22 quả thủy lôi TMA, hoặc 33 quả TMB. Tàu ngầm Type VIIC bố trí một hải pháo 8,8 cm SK C/35 cùng một pháo phòng không 2 cm (0,79 in) trên boong tàu. Thủy thủ đoàn bao gồm 4 sĩ quan và 40-56 thủy thủ.

### Chế tạo
U-435 được đặt hàng vào ngày 16 tháng 10, 1941, và được đặt lườn tại xưởng tàu Schichau-Werke ở Danzig (nay là Gdańsk thuộc Ba Lan) vào ngày 11 tháng 4, 1940. Nó được hạ thủy vào ngày 31 tháng 5, 1941, và nhập biên chế cùng Hải quân Đức Quốc Xã vào ngày 30 tháng 8, 1941 dưới quyền chỉ huy của Hạm trưởng, Thiếu tá Hải quân Siegfried Strelow, người được tặng thưởng Huân chương Chữ thập sắt Hiệp sĩ.

## Lịch sử hoạt động

### 1942
Sau khi hoàn tất việc huấn luyện trong thành phần Chi hạm đội U-boat 5, U-435 được điều sang Chi hạm đội U-boat 1 từ ngày 1 tháng 1, 1942 để hoạt động trên tuyến đầu. Nó lại được điều sang Chi hạm đội U-boat 11 từ ngày 1 tháng 7, 1942, rồi quay trở lại Chi hạm đội U-boat 1 từ ngày từ ngày 1 tháng 2, 1943.

#### Chuyến tuần tra thứ nhất
U-435 khởi hành từ cảng Kiel, Đức vào ngày 20 tháng 1, 1942 cho chuyến tuần tra đầu tiên trong chiến tranh. Nó tiến ra Bắc Hải và hoạt động trong biển Na Uy về phía Đông Iceland và dọc theo bờ biển Na Uy, trước khi kết thúc chuyến tuần tra tại cảng Kirkenes ở phía cực Bắc Na Uy vào ngày 16 tháng 2.

#### Chuyến tuần tra thứ hai
Sau khi di chuyển từ Kirkenes đến cảng Trondheim, Na Uy vào cuối tháng 2, U-435 xuất phát từ đây vào ngày 16 tháng 3 cho chuyến tuần tra thứ hai để hoạt động trong biển Barents ngoài khơi bán đảo Kola. Tại đây vào ngày 30 tháng 3, nó tấn công chiếc tàu buôn Hoa Kỳ Effingham 6.421 GRT, vốn bị tách khỏi Đoàn tàu PQ 13 và hư hại do trúng ngư lôi từ tàu ngầm U-456. Hai quả ngư lôi đầu tiên do U-435 phóng ra đã không trúng đích, nhưng quả thứ ba đã kết liễu chiếc tàu buôn tại tọa độ 70°28′B 35°44′Đ / 70,467°B 35,733°Đ. Chiếc U-boat bắt gặp một tàu ngầm Liên Xô vào ngày 2 tháng 4, nhưng cả hai đều đã không tấn công. Nó quay trở lại Kirkenes ba ngày sau đó.

#### Chuyến tuần tra thứ ba
U-435 bắt đầu chuyến tuần tra thứ ba từ căn cứ Kirkenes vào ngày 7 tháng 4 để tiếp tục hoạt động trong biển Barents. Vào ngày 13 tháng 4, nó tấn công Đoàn tàu QP-10, đánh chìm chiếc tàu buôn Panama El Occidente 6.008 GRT, và tàu buôn Anh Harpalion  GRT, vốn đã bị hư hại trước đó do trúng bom từ máy bay ném bom Junkers Ju 88. Kết thúc chuyến tuần tra, chiếc tàu ngầm quay về cảng Kiel, Đức vào ngày 26 tháng 4, và có những chuyến đi ngắn giữa Kiel và Hela, Ba Lan vào cuối tháng 6.

#### Chuyến tuần tra thứ tư
Sau khi di chuyển đến cảng Narvik, Na Uy vào giữa tháng 7, U-435 thực hiện chuyến tuần tra thứ tư từ ngày 25 tháng 7. Chiếc tàu ngầm đã hoạt động trong biển Na Uy về phía Bắc Iceland và chung quanh quần đảo Svalbard, nhưng đã không đánh chìm được mục tiêu nào. Nó kết thúc chuyến tuần tra tại Skjomenfjord vào ngày 31 tháng 8.

#### Chuyến tuần tra thứ năm
Chuyến tuần tra thứ năm của U-435, cùng xuất phát và kết thúc tại Skjomenfjord, kéo dài từ ngày 16 tháng 9 đến ngày 3 tháng 10. Chiếc tàu ngầm đã hoạt động trong biển Na Uy về phía Tây quần đảo Svalbard và dọc bờ biển Greenland. Ở vị trí về phía Tây Nam đảo Spitsbergen, Svalbard vào ngày 20 tháng 9, nó phóng ngư lôi tấn công Đoàn tàu QP-14, và đã đánh chìm tàu quét mìn Anh HMS Leda (835 tấn). Chiếc tàu ngầm tiếp tục theo dõi đoàn tàu vận tải, và chỉ hai ngày sau đó, ở vị trí về phía Tây đảo Jan Mayen, nó đã tiếp tục đánh chìm chiếc tàu buôn Hoa Kỳ Bellingham 5.345 GRT, tàu tiếp dầu hạm đội Anh Grey Ranger 3.313 GRT, và tàu buôn Anh Ocean Voice 7.174 GRT. Sau khi kết thúc chuyến tuần tra, chiếc U-boat tiếp tục di chuyển từ Skjomenfjord đến cảng Bergen, Na Uy vào đầu tháng 10.

#### Chuyến tuần tra thứ sáu
Xuất phát từ Bergen vào ngày 30 tháng 11 cho chuyến tuần tra thứ sáu, U-435 có nhiệm vụ vòng qua quần đảo Anh để đặt căn cứ bên bờ biển Đại Tây Dương của Pháp nhằm thuận tiện cho hoạt động tuần tra trong Đại Tây Dương. Nó đã băng qua khe GIUK giữa Iceland và quần đảo Faroe, rồi hoạt động tại khu vực Bắc Đại Tây Dương về phía Tây Ireland và Bồ Đào Nha.
Ở vị trí về phía Bắc quần đảo Azores, nó tấn công Đoàn tàu ONS-154 vào ngày 29 tháng 12, và sau hai lần phóng ngư lôi trượt mục tiêu, U-435 dùng hải pháo kết liễu chiếc Empire Shackleton 7.068 GRT, một tàu CAM vốn đã bị hư hại do trúng ngư lôi từ tàu ngầm U-123. Cùng trong ngày hôm đó, U-435 dùng ngư lôi và hải pháo kết liễu chiếc tàu buôn Na Uy Norse King 5.701 GRT, cũng đã bị hư hại do trúng ngư lôi từ tàu ngầm U-591.
Sang ngày hôm sau 30 tháng 12, U-435 phát hiện và tấn công chiếc tàu chiến phụ trợ Anh HMS Fidelity 2.456 GRT, vốn đã tách rời khỏi Đoàn tàu ONS-154 do gặp trục trặc và đang hướng đến quần đảo Azores để sửa chữa. Fidelity bị đánh chìm cùng với hai xuồng đổ bộ HMS LCV-752 và HMS LCV-754 đang được vận chuyển trên tàu. Chiếc U-boat kết thúc chuyến tuần tra khi đi đến cảng Brest, Pháp vào ngày 10 tháng 1, 1943.

### 1943

#### Chuyến tuần tra thứ bảy
Chuyến tuần tra thứ năm, cùng xuất phát và kết thúc tại Brest, được U-435 thực hiện từ ngày 18 tháng 2 đến ngày 25 tháng 3, 1943, khi nó hoạt động trong vùng biển giữa Bắc Đại Tây Dương. Tại đây vào ngày 17 tháng 3, nó tấn công Đoàn tàu HX-229 và đã đánh chìm chiếc tàu buôn Hoa Kỳ William Eustis 7.196 GRT tại tọa độ 50°10′B 35°02′T / 50,167°B 35,033°T.

#### Chuyến tuần tra thứ tám – Bị mất
U-435 khởi hành từ cảng Brest vào ngày 20 tháng 5 cho chuyến tuần tra thứ tám, cũng là chuyến cuối cùng, để hoạt động tại khu vực giữa Đại Tây Dương. Ở vị trí về phía Tây Lisbon, Bồ Đào Nha vào ngày 9 tháng 7, nó bị một máy bay ném bom B-24 Liberator thuộc Liên đội Chống tàu ngầm 1 Không lực Lục quân Hoa Kỳ thả mìn sâu đánh chìm tại tọa độ 39°20′B 13°00′T / 39,333°B 13°T.  Toàn bộ 48 thành viên thủy thủ đoàn của U-435 đều đã tử trận.
Trước đây một số nguồn cho rằng U-435 bị một máy bay ném bom Vickers Wellington thuộc Liên đội 179 Không quân Hoàng gia Anh thả mìn sâu đánh chìm vào ngày 9 tháng 7 ở vị trí về phía Tây Figueira da Foz, Bồ Đào Nha, tại tọa độ 39°48′B 14°22′T / 39,8°B 14,367°T.

### "Bầy sói" tham gia
U-435 từng tham gia mười một bầy sói:
- Hecht (27 tháng 1 – 4 tháng 2, 1942)
- Umbau (4 – 16 tháng 2, 1942)
- Eiswolf (28 – 31 tháng 3, 1942)
- Robbenschlag (7 – 13 tháng 4, 1942)
- Nebelkönig (27 tháng 7 – 14 tháng 8, 1942)
- Ungestüm (11 – 30 tháng 12, 1942)
- Burggraf (24 tháng 2 – 5 tháng 3, 1943)
- Raubgraf (7 – 19 tháng 3, 1943)
- Trutz (1 – 16 tháng 6, 1943)
- Trutz 3 (16 – 29 tháng 6, 1942)
- Geier 2 (30 tháng 6 – 9 tháng 7, 1943)

### Tóm tắt chiến công
U-435 đã đánh chìm được chín tàu buôn với tổng tải trọng 53.712 GRT cùng ba tàu chiến với tổng tải trọng 855 tấn và một tàu chiến phụ trợ tải trọng 2.456 GRT:
| Ngày              | Tên tàu           | Quốc tịch              | Tải trọng | Số phận      |
| ----------------- | ----------------- | ---------------------- | --------- | ------------ |
| 30 tháng 3, 1942  | Effingham         | United States          | 6.421     | Bị đánh chìm |
| 13 tháng 4, 1942  | El Occidente      | Panama                 | 6.008     | Bị đánh chìm |
| 13 tháng 4, 1942  | Harpalion         | United Kingdom         | 5.486     | Bị đánh chìm |
| 20 tháng 9, 1942  | HMS Leda          | Hải quân Hoàng gia Anh | 835       | Bị đánh chìm |
| 22 tháng 9, 1942  | Bellingham        | United Kingdom         | 5.345     | Bị đánh chìm |
| 22 tháng 9, 1942  | RFA Grey Ranger   | United Kingdom         | 3.313     | Bị đánh chìm |
| 22 tháng 9, 1942  | Ocean Voice       | United Kingdom         | 7.174     | Bị đánh chìm |
| 29 tháng 12, 1942 | Empire Shackleton | United Kingdom         | 7.068     | Bị đánh chìm |
| 29 tháng 12, 1942 | Norse King        | Norway                 | 5.701     | Bị đánh chìm |
| 30 tháng 12, 1942 | HMS Fidelity      | Hải quân Hoàng gia Anh | 2.456     | Bị đánh chìm |
| 30 tháng 12, 1942 | HMS LCV-752       | Hải quân Hoàng gia Anh | 10        | Bị đánh chìm |
| 30 tháng 12, 1942 | HMS LCV-754       | Hải quân Hoàng gia Anh | 10        | Bị đánh chìm |
| 17 tháng 3, 1943  | William Eustis    | United States          | 7.196     | Bị đánh chìm |